# ジネストラ
ジネストラ（イタリア語: Ginestra）は、イタリア共和国バジリカータ州ポテンツァ県にある、人口約800人の基礎自治体（コムーネ）。

## 地理

### 位置・広がり

#### 隣接コムーネ
隣接するコムーネは以下の通り。
- バリーレ
- フォレンツァ
- マスキート
- リパカンディダ
- ヴェノーザ